# Вулиця Юлії Здановської
Вулиця Юлії Здановської — вулиця в Голосіївському районі міста Києва, місцевість Голосіїв, житловий масив Теремки-ІІ. Пролягає від вулиці Михайла Стельмаха до вулиці Професора Балінського.
Прилучаються вулиці Маричанська, Оріхуватська, Рея Бредбері, провулки Леопольда Ященка, Коломийський, Любомира Бордуна, вулиці Васильківська, Василя Симоненка, Софії Ковалевської, Композитора Мейтуса та Самійла Кішки.

## Історія
Вулиця виникла в 50-ті роки XX століття під назвою Нова. З 1957 року  названа на честь російського вченого Ломоносова.
З 2006 року між вулицями Ломоносова та Степана Рудницького здійснюється забудова новоутвореної вулиці Композитора Мейтуса.
10 листопада 2022 року Київрада своїм рішенням перейменувала вулицю Ломоносова у Києві на честь загиблої від російської агресії Юлії Здановської.